# Muriel Siebert
Muriel Siebert (ur. 12 września 1928 w Cleveland, zm. 24 sierpnia 2013 w Nowym Jorku) – amerykańska bizneswoman.